# Debacle: The First Decade
Debacle: The First Decade är ett samlingsalbum av Violent Femmes som släpptes år 1990 på Slash Records.

## Låtlista
1. Gimme The Car
2. Nightmares
3. Black Girls
4. Add it Up
5. Children of the Revolution
6. Good Feeling
7. Gone Daddy Gone
8. Fat
9. Old Mother Reagan
10. Blister in the Sun
11. Ugly
12. World We're Living In